# Fluor
 Ikke at forveksle med fluoren, fluorid og fluorit.
Fluor er det 9. grundstof i det periodiske system og har det kemiske symbol F. Frit fluor findes som F2, en ekstremt reaktiv, giftig, svagt gul-brun gas. Frit fluor er det mest kemisk reaktive og elektronegative af alle grundstoffer. Det reagerer med alle andre grundstoffer undtagen neon og helium. Fluor oxiderer (brænder) kulbrinter ved stuetemperatur, i kontrast til forbrænding af kulbrinter med ilt, som kræver tilførsel af energi med fx en gnist. Derfor er frit fluor ekstremt farligt; langt farligere end andre halogener såsom klorgas.
Fluors høje elektronegativitet og lille atomradius er baggrunden for dets unikke egenskaber i mange kemiske forbindelser. Til berigning af 235U udnyttes, at uranhexafluorid, UF6, er en flygtig forbindelse. Carbon-fluor-bindingen er en af de stærkeste bindinger i organisk kemi. Dette bidrager til stabilitet og holdbarheden af fluoralkan-baserede organofluor-forbindelser, som fx teflon (polytetrafluoroethylen).
Carbon-fluor-bindingens polaritet er forklaringen på den høje styrke af mange fluorinerede syrer, som fx triflinsyre og trifluoreddikesyre. 
I USA anses fluor og fluorforbindelser for at være blandt de ti største forurenere af hjemme-miljøet
- fluorid i tandpasta og
- perfluoroctansyre (PFOA)  i teflon.[2]

## Eksterne links og referencer
1. ↑  "Fluorine Video - The Periodic Table of Videos - University of Nottingham". Arkiveret fra originalen 24. oktober 2016. Hentet 18. oktober 2016.
2. ↑  
"Top 10 Common Household Toxins The Hazards Lurking at HOME, Time 2010". Arkiveret fra originalen 7. juli 2013. Hentet 8. juli 2013.
3. ↑  "Per- and polyfluorinated substances in the Nordic Countries. Use, occurence and toxicology". Arkiveret fra originalen 20. februar 2014. Hentet 7. november 2014.

- Er fluor i tandpasta farligt? Videnskab.dk 2013 Arkiveret 7. august 2013 hos  Wayback Machine